# Лисичкино (Саратовская область)
Лиси́чкино — село в Саратовской области, Аткарского района, входит в Даниловское сельское поселение

## История
Село Лисичкино Аткарского уезда было наследственным владением помещиков Подьяпольских — родовое гнездо героя Отечественной войны 1812 года Петра Сидоровича Подъяпольского.
В 1824 году он построил в Лисичкине каменную церковь с отдельно стоявшей колокольней во имя Рождества Христова, в которой хранились пожертвованные им хоругви, отбитые у французов в 1812 году.
На 1859 год население села составляло 142 жителя из 46 дворов и было самым маленьким селом в Аткарском уезде.
Ни церковь, ни господской дом до наших дней не сохранились, лишь парк с громадными елями, соснами и дубами напоминает о былом, на этом месте расположен Центр детского отдыха им. Гагарина.

## Лисичкин лес
Правильное название Лисичкинский парк, но местные жители его называют Лисичкин лес.
После 1917 г. многие растения парка истреблены на растопку и строительные нужды. Только старые толстые дубы, ели и сосны, не поддавшиеся топорам и пилам, сохранились до наших дней.
Лисичкинский приусадебный парк — один из наиболее сохранившихся в Саратовской области приусадебных парков, памятник природы.
Расположен в исключительно живописном месте в пойме реки Медведицы у села Лисичкино, площадь парка 37.7 га.
В высокоствольной естественной дубраве сохранилось более 40 деревьев-великанов. Некоторые из них достигают 27 м высоты с толщиной ствола до 110 см.